# Stenopsyche lobulata
Stenopsyche lobulata is een schietmot uit de familie Stenopsychidae. De soort komt voor in het Oriëntaals gebied.